# Key et Peele
 (avril 2019).
Si vous disposez d'ouvrages ou d'articles de référence ou si vous connaissez des sites web de qualité traitant du thème abordé ici, merci de compléter l'article en donnant les références utiles à sa vérifiabilité et en les liant à la section « Notes et références ».
Key et Peele (Key and Peele) est une série télévisée composée de sketchs courts.
Elle a été créée et est jouée par le duo Keegan-Michael Key et Jordan Peele, provenant tous deux de la chaîne américaine Mad TV.
En France, elle est diffusée en version originale sous-titrée (VOST) depuis le 4 octobre 2018 sur Comedy Central France.
Chaque épisode est constitué de sketchs avec principalement les deux acteurs en vedettes. Ils couvrent de nombreux sujets de société, souvent orientés autour de la culture pop américaine, les stéréotypes ethniques et les relations entre les différentes origines des personnes.
Key et Peele comprend 53 épisodes, répartis sur cinq saisons.
L'émission a remporté plusieurs récompenses : un Peabody Awards et deux Primetime Emmy Awards, elle a été nommée pour de nombreuses autres cérémonies, tels que Writers Guild of America Awards, NAACP Image Awards et 16 autres Primetime Emmy Awards dans différentes catégories.

## Format
Dans les trois premières saisons, les épisodes commencent par un sketch d'introduction sans contexte particulier. À la suite de cela, les deux hôtes se présentent à un public de studio et abordent une situation particulière, le sketch suivant faisant office d'exemple. L'épisode continue ensuite avec cette même structure, avec un certain nombre de scènes de durée variable. Tous les segments ne sont pas forcément introduits par les deux acteurs en studio.
Dans les deux dernières saisons, la partie studio est remplacée par des scènes pré-enregistrées des deux acteurs discutant en voiture des différents concepts.

## Personnages et sketchs récurrents

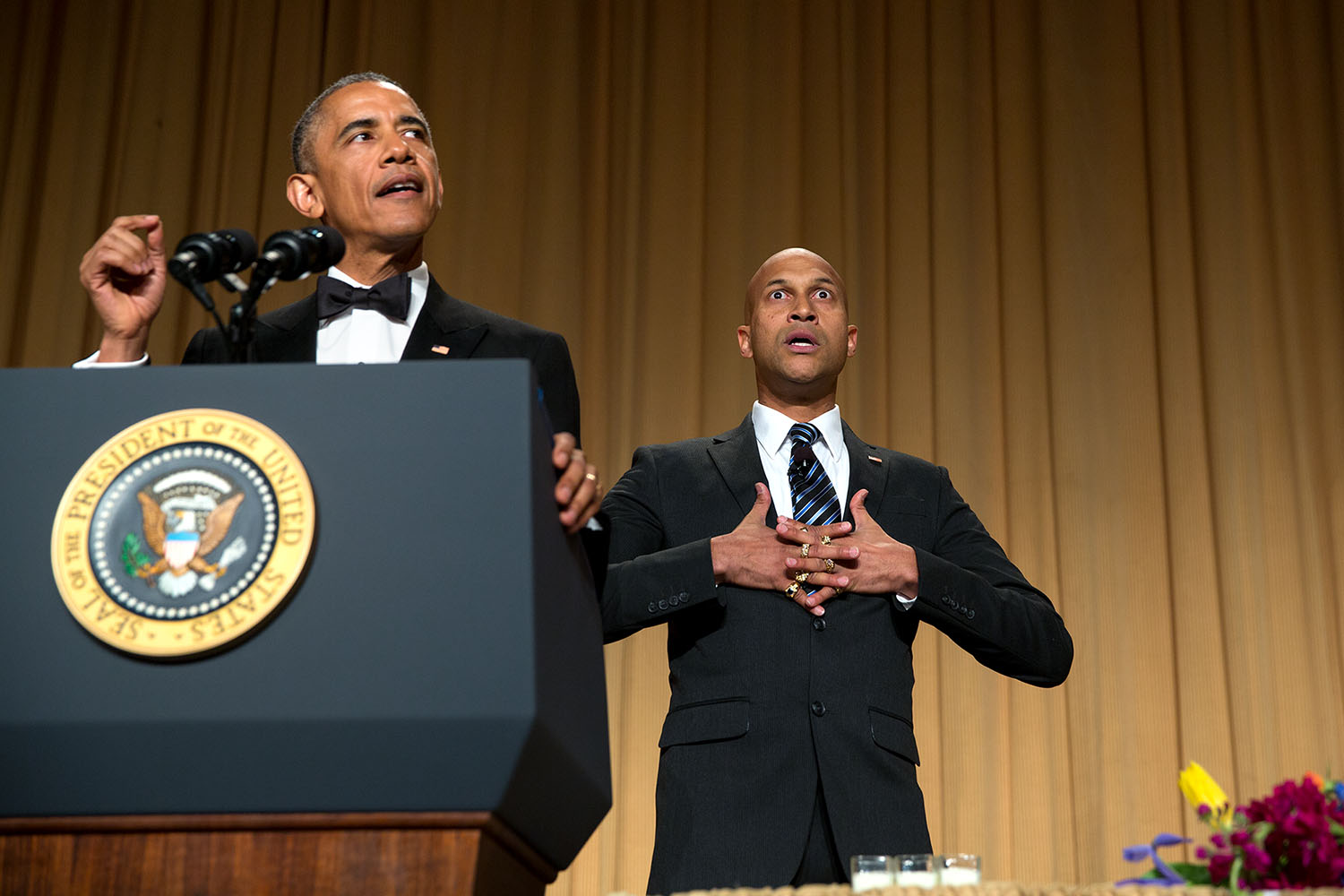
Barack Obama et Keegan-Michael Key à la rencontre annuelle de l'Association des correspondants de la Maison-Blanche, en 2015

- Barack Obama – Le 44ème président des États-unis d'Amérique, interprété par Peele, qui a souvent du mal à exprimer ses sentiments.
- Luther – « Interprète de colère » du président Obama, joué par Key, il a pour but de transposer les discours posés du Président en tirades pleines de rage. Un des sketchs montre que la femme et les filles d'Obama ont également leur propre interprète. Début 2015, lors d'une rencontre annuelle de l'Association des correspondants de la Maison-Blanche, Key apparait brièvement dans son personnage de Luther en tant qu'interprète de colère du vrai Barack Obama.
- Wendell Sanders – Joué par Peele, Wendell est un geek obèse sans amis, qui adore la science-fiction et la fantasy. Il essaye toujours d'élaborer des histoires folles afin de convaincre les autres (souvent au téléphone) qu'il n'est pas le geek stéréotypé que l'on pense. Dans ses histoires, nous retrouvons une femme nommée « Claire » avec qui il est censé avoir une relation et un fils de 15 ans appelé « Stimpy » qu'il aurait eu avec cette dernière. Malgré l'évidence qu'il s'agit de mensonges, ils sont assez élaborés pour qu'ils réussissent à convaincre l'interlocuteur à l'autre bout du fil (un homme naïf joué par Key) que les proches mentionnés existent réellement. Lorsqu'on lui demande de parler à ces prétendus amis ou famille, Wendell invente un faux évènement soudain (régulièrement, la mort du personnage inventé) afin d'empêcher l'interlocuteur de découvrir la vérité.

- Mr Garvey – Interprété par Key, Mr Garvey est un professeur remplaçant, très énervé et intimidant, qui a l'habitude de travailler dans les écoles de banlieue. Il n'a confiance en rien ni personne (il refuse de laisser les étudiants quitter le cours pour aller au club photo, en pensant qu'il s'agit d'excuse pour quitter le cours, même après une annonce aux haut-parleurs de l'école, qu'il estime également être du trucage) et a des problèmes pour prononcer les prénoms de ses étudiants blancs. Il s'obstine à penser qu'il prononce ces prénoms correctement en disant par exemple « Jay-Quill-Inn » pour Jacqueline, « Balakay » pour Blake, « Dee-Nice » pour Denise et « A. A. Ron » pour Aaron. Toutes corrections faites par les étudiants sont vues comme un manque de respect le plus complet ayant pour but de le ridiculiser. Mr. Garvey force ses étudiants à se faire appeler par ces prononciations incorrectes, sous peine d'être envoyés chez le principal O'Shaughnessy (prononcé « O-Shag-Hennessy » par Garvey) pour manque de respect. Le seul étudiant à qui le professeur semble faire confiance est un garçon afro-américain nommé Timothy (joué par Peele).
- Rafi Benitez – Rafi est un joueur de baseball, joué par Peele, qui met tous ses coéquipiers mal à l'aise dans les vestiaires à cause de son addiction aux fessées.
- Brock Favors – Joué par Key, Brock Favors est un reporter débutant qui est toujours dans des reportages au sein d'environnements qui peuvent rendre malade (comme la section trafic en direct d'un hélicoptère). Il réagit à tous les évènements inattendus avec des injures et des cris.
- Col. Hans Muller – Un colonel nazi ignorant. Il utilise des méthodes prétendument « très scientifiques » pour détecter les noirs (en mesurant leur tête, en faisant bouger des jouets pour chats, etc). Il est joué régulièrement par l'acteur Ty Burrell.
- Levi et Cedric – Deux amis habitants en centre-ville qui entrent souvent en conflit à cause de Levi (Peele) qui a tendance à adopter des modes tel que le fait de devenir steam punk ou de faire sa propre ratatouille. La plupart des sketchs finissent avec Cedric (Key) qui clôt le débat en mettant fin à leur amitié.
- Carlito – Joué par Peele, Carlito est un gangster mexicain qui considère n'importe quel acte mineur (comme s'assoir sur une chaise) comme étant « pour les tafioles » et se pense supérieur en ne les faisant pas.
- Karim et Jahar – Deux hommes riches du moyen-orient à la recherche de jolies femmes. Malgré le fait qu'ils revendiquent détester les homosexuels, ils se comportent comme tels.
- LaShawn et Samuel – Un couple gay ayant des personnalités marquées et des visions sur le mariage particulièrement différentes l'un de l'autre. Samuel (Key) est un homme très intelligent, un  gentleman très réfléchi lorsqu'il faut prendre des décisions importantes. LaShawn (Peele), lui, est très bruyant et extraverti, et est constamment en train de réfléchir sur leur futur avec des idées impossibles et n'ayant aucun sens.
- Les joueurs de football américain d'Université – Une liste de joueurs de football américain d'université (la plupart de ceux-ci interprétés par Key et Peele) dont les noms deviennent de plus en plus ridicules au fur et à mesure que la liste progresse. Nous avons le droit à « Donkey Teeth », « Hingle McCringleberry », « Huka'lakanaka Hakanakaheekalucka'hukahakafaka » ou encore « Squeeeeeeeps ». L'équipe de l'Ouest comprend également des joueurs venant d'organisations non-universitaires (comme « le pénitencier de l'état du Nevada » ou des membres de l'armée) et le dernier joueur de l'équipe de l'Ouest est toujours un joueur blanc joué par aucun des deux acteurs Key et Peele. Dans le troisième sketch de ce type, les athlètes de fiction sont rejoints par des véritables joueurs portant des noms étonnants (tel que Ha Ha Clinton-Dix et Ishmaa'ily Kitchen).
- Metta World News – Le joueur de NBA Metta World Peace présente les « informations ». Il s'agit du seul sketch récurrent où ne figure ni Key, ni Peele.
- Les Républicains Noirs – Un groupe d'hommes noirs (un membre est joué par Malcolm-jamal Warner) qui essaye de convaincre d'autres citoyens noirs à voter pour le parti républicain américain. Ils sont tous habillés de façon démodée, avec des vestes en cuir, des ceintures tressées, des vieux jeans et des lunettes attachées autour du cou. Leur phrase récurrente est « Ça me fait chier, ROYALEMENT chier ! ».

## Accueil

### Critique

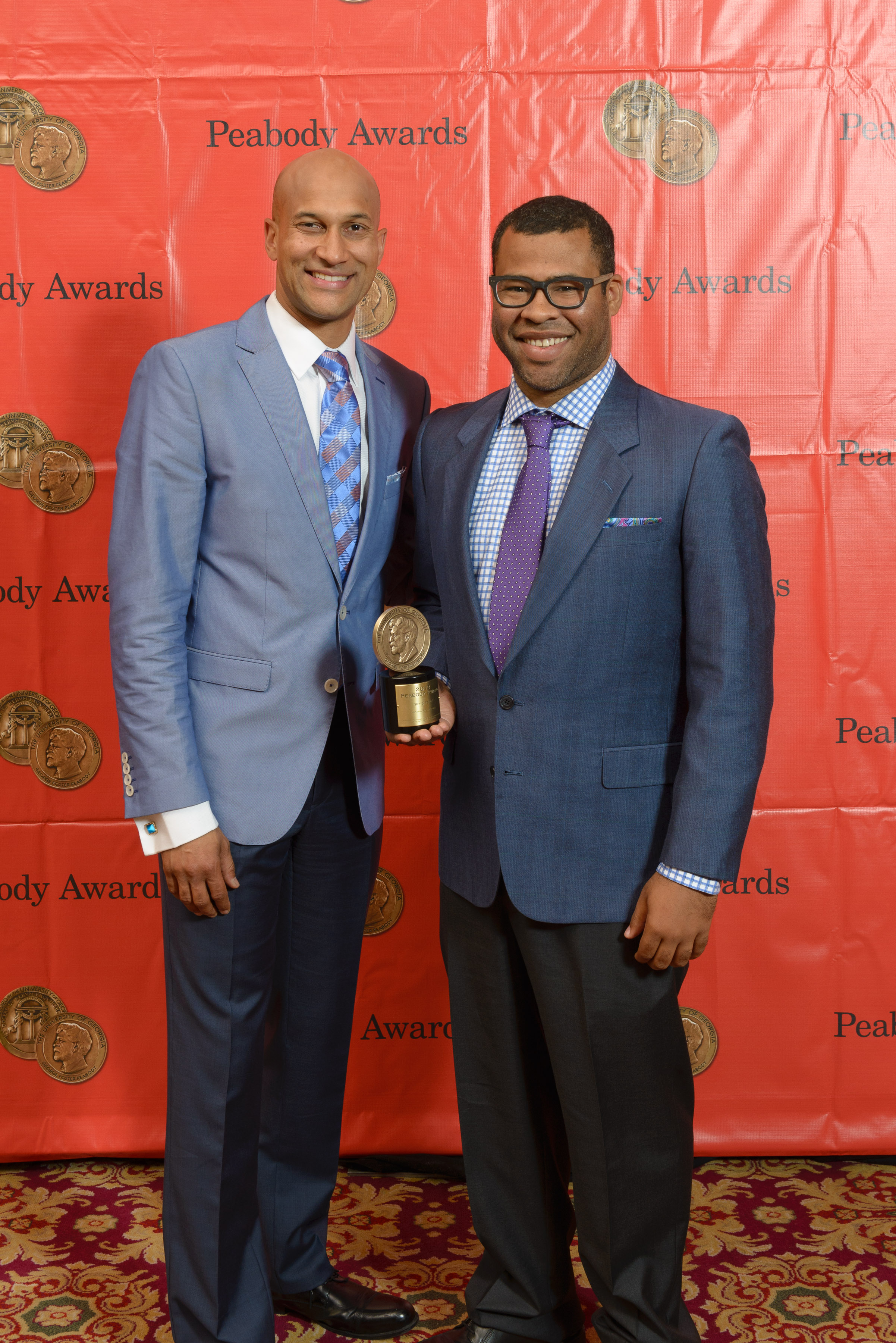
Key (à gauche) et Peele reçoivent la récompense « Peabody » en 2014.

Les deux premières saisons de Key et Peele ont reçu des critiques positives, atteignant une note de 74 sur 100 évaluée par le site d'agrégateur de critiques Metacritic. La troisième saison de Key et Peele a été acclamée par la critique et reçoit une note de 82 sur 100 par Metacritic. La série a remporté le prix Peabody Awards en 2013 « pour ses stars et les riffs satiriques inspirés venant de leur équipe créative sur notre culture racialement divisée et racialement conjointe ». 
Le 24 avril 2012, lors d'un entretien à l'émission Late Night with Jimmy Fallon, le président Barack Obama a raconté comment il avait regardé le sketch de Key et Peele le parodiant, avec « Luther, son traducteur de colère », en disant : « C'est plutôt bien - c'est même bien. » De plus, le 25 avril 2015, lors du dîner des correspondants de la Maison-Blanche, Key a repris son rôle de Luther, le traducteur de la colère du président Obama, pendant l'événement. Dave Chappelle a accusé l'émission de copier le format qu'il avait établi des années auparavant pour le Chappelle's Show, mais il déclare qu'il est toujours un fan de l'émission.

### Sélections et récompenses
| Année | Association                     | Catégorie                                                                                       | Récipiendaire(s) | Résultat   |
| ----- | ------------------------------- | ----------------------------------------------------------------------------------------------- | --- | ---------- |
| 2013  | Writers Guild of America Awards | Comedy/Variety (Including Talk) Series                                                          | Rebbeca Drysdale, Colton Dunn, Keegan-Michael Key, Jay Martel, Jordan Peele, Ian Roberts, Alex Rubens, Charlie Sanders et Rich Talarico. | Nomination |
| 2013  | 65e Primetime Emmy Awards       | Outstanding Makeup for a Multi-Camera Series or Special (Non-Prosthetic)                        | Scott Wheeler, Suzanne Diaz. | Nomination |
| 2014  | Peabody Award                   | Entertainment honoree                                                                           | Key et Peele | Lauréat    |
| 2014  | 66e Primetime Emmy Awards       | Outstanding Original Music and Lyrics                                                           | Épisode : Substitute Teacher #3; Joshua Funk, Rebecca Drysdale pour Les Mis                                                              | Nomination |
| 2014  | 66e Primetime Emmy Awards       | Outstanding Writing for a Variety Series                                                        | Jay Martel, Ian Roberts, Jordan Peele, Keegan-Michael Key, Alex Rubens, Rebecca Drysdale, Colton Dunn, Rich Talarico, Charlie Sanders.   | Nomination |
| 2014  | 66e Primetime Emmy Awards       | Outstanding Makeup for a Multi-Camera Series or Special (Non-Prosthetic)                        | Épisode : East/West Bowl Rap | Nomination |
| 2014  | 66e Primetime Emmy Awards       | Outstanding Hairstyling for a Multi-Camera Series or Special                                    | Épisode : Substitute Teacher #3 | Nomination |
| 2015  | People's Choice Awards          | Favorite Sketch Comedy Series                                                                   | Comedy Central | Nomination |
| 2015  | 67e Primetime Emmy Awards       | Outstanding Variety Sketch Series                                                               | Comedy Central | Nomination |
| 2015  | 67e Primetime Emmy Awards       | Outstanding Supporting Actor in a Comedy Series                                                 | Keegan-Michael Key | Nomination |
| 2015  | 67e Primetime Emmy Awards       | Outstanding Writing for a Variety Series                                                        | Rebbeca Drysdale, Colton Dunn, Keegan-Michael Key, Jay Martel, Jordan Peele, Ian Roberts, Alex Rubens, Charlie Sanders et Rich Talarico. | Nomination |
| 2015  | 67e Primetime Emmy Awards       | Outstanding Writing for a Variety Special                                                       | Brendan Hunt, Keegan-Michael Key, Jordan Peele et Rich Talarico pour Key and Peele's Super Bowl Special                                  | Nomination |
| 2015  | 67e Primetime Emmy Awards       | Outstanding Picture Editing for Variety Programming                                             | Phil Davis, Christian Hoffman et Richard LaBrie (séquence : Scariest Movie Ever).                                                        | Nomination |
| 2015  | 67e Primetime Emmy Awards       | Outstanding Hairstyling for a Multi-Camera Series or Special                                    | Épisode : Aerobics Meltdown | Nomination |
| 2015  | 67e Primetime Emmy Awards       | Outstanding Makeup for a Multi-Camera Series or Special (Non-Prosthetic)                        | Épisode : Episode 406 | Nomination |
| 2015  | 67e Primetime Emmy Awards       | Outstanding Short-Format Live-Action Entertainment Program                                      | Key and Peele Presents Van and Mike: The Ascension                                                                                       | Nomination |
| 2016  | 68e Primetime Emmy Awards       | Outstanding Variety Sketch Series                                                               | Comedy Central | Lauréat    |
| 2016  | 68e Primetime Emmy Awards       | Outstanding Supporting Actor in a Comedy Series                                                 | Keegan-Michael Key | Nomination |
| 2016  | 68e Primetime Emmy Awards       | Outstanding Writing for a Variety Series                                                        | Comedy Central | Nomination |
| 2016  | 68e Primetime Emmy Awards       | Outstanding Hairstyling for a Multi-Camera Series or Special                                    | Épisode : Y'all Ready for This? | Nomination |
| 2016  | 68e Primetime Emmy Awards       | Outstanding Make-up for a Multi-Camera Series or Special (Non-Prosthetic)                       | Épisode : Y'all Ready for This? | Lauréat    |
| 2016  | 68e Primetime Emmy Awards       | Outstanding Picture Editing for Variety Programming                                             | Rich LaBrie, Neil Mahoney, Nicholas Monsour et Stephen Waichulis pour l'épisode : The End.                                               | Nomination |
| 2016  | 68e Primetime Emmy Awards       | Outstanding Production Design for a Variety, Nonfiction, Reality, or Reality-Competition Series | Épisodes : Y'all Ready For This? et The End.                                                                                             | Nomination |